# Nashville Superspeedway
Der Nashville Superspeedway ist ein Motorrennsportkomplex in Gladeville mit einer Adresse in Lebanon, beide im US-Bundesstaat Tennessee, ungefähr 48 km östlich von Nashville. Die Oberfläche des 1,333 Meilen (2,145 km) langen Kurses besteht aus Beton. Eigentümer des Nashville Superspeedway ist Dover Motorsports, denen auch der Dover International Speedway gehört.
Die Rennstrecke wurde im Jahr 2001 gebaut und dient aus Austragungsort für vier wichtige Rennen: Zwei Rennen der NASCAR Nationwide Series, eines der Indy Racing League und ein Rennen der NASCAR Craftsman Truck Series. Die Zuschauerkapazität beträgt rund 50.000 Plätze. Portable Sitzplätze können für spezielle Veranstaltungen zusätzlich installiert werden, so dass eine Zuschauerkapazität von bis zu 150.000 Plätzen erreicht werden kann, beispielsweise für ein Rennen des NASCAR Sprint Cups. Allerdings besteht seitens NASCAR wenig Interesse, ein Rennen dort zu veranstalten. Auch Dover Motorsports zeigte bisher kein Interesse, eines der beiden erfolgreichen Rennen im Sprint Cup von ihrem anderen Speedway, den Dover International Speedway hierher zu verlegen. Der Nashville Superspeedway ist die einzige Rennstrecke, die zwei Rennen der NASCAR Nationwide Series abhält ohne ein Rennen im Sprint Cup.
So wie es in der Region Nashville Tradition ist, werden dem Sieger Gitarren im speziellen Design von Gibson Les Paul anstelle von konventionellen Trophäen überreicht.
Die Rennstrecke wurde mit dem klassischen Begriff „Superspeedway“ betitelt – obwohl diese von der Definition her keiner ist – um ihn von dem ehemaligen Nashville Speedway USA in Nashville unterscheiden zu können. Die Strecke hat eine für ein Oval sehr wellige Betonoberfläche, weshalb die Rundenzeiten für das Streckenlayout vergleichsweise langsam sind. Aufgrund dieser Probleme verliert die Strecke auch für 2009 ihr IndyCar-Rennen, welches durch ein Stadtrennen in Toronto, Kanada ersetzt wird.
Da die Strecke darüber hinaus 2012 auch alle NASCAR-Rennen verloren hat, wird die Strecke ab 2012 geschlossen und zum Kauf an Privatkunden angeboten. Am 29. Mai 2014 wurde bekannt gegeben, dass der Investor NeXovation, Inc. diese Rennstrecke samt dazugehöriger Ausrüstung für 27 Millionen US-Dollar von Dover Motorsports kaufen möchte.

## Rekorde
- NASCAR Nationwide Series Qualifying: David Stremme, 28,811 s (166,561) mph, 2007
- NASCAR Nationwide Series Rennen: Carl Edwards, 2:32:20 (128,051 mph), 17. April 2007
- NASCAR Craftsman Truck Series Qualifying: Erik Darnell, 29,601 s (162,116 mph), 2006
- NASCAR Craftsman Truck Series Rennen: Scott Riggs, 1:30:34 (132,466 mph), 10. August 2001
- IRL Qualifying: Scott Dixon, 206,211 mph (331,864 km/h), 18. Juli 2003
- IRL Rennen: Buddy Lazier, 144,809 mph (233,047 km/h), 21. Juli 2001

## Bisherige Sieger

### IndyCar Series
| IndyCar Series Ergebnisse | IndyCar Series Ergebnisse | IndyCar Series Ergebnisse | IndyCar Series Ergebnisse | IndyCar Series Ergebnisse | IndyCar Series Ergebnisse |
| Saison                    | Datum                     | Sieger                    | Chassis                   | Motor                     | Team                      |
| ------------------------- | ------------------------- | ------------------------- | ------------------------- | ------------------------- | ------------------------- |
| 2001                      | 21. Juli                  | Buddy Lazier              | Dallara                   | Oldsmobile                | Hemelgarn Racing          |
| 2002                      | 20. Juli                  | Alex Barron               | Dallara                   | Chevrolet                 | Blair Racing              |
| 2003                      | 19. Juli                  | Gil de Ferran             | Dallara                   | Toyota                    | Team Penske               |
| 2004                      | 17. Juli                  | Tony Kanaan               | Dallara                   | Honda                     | Andretti Green Racing     |
| 2005                      | 16. Juli                  | Dario Franchitti          | Dallara                   | Honda                     | Andretti Green Racing     |
| 2006                      | 15. Juli                  | Scott Dixon               | Dallara                   | Honda                     | Chip Ganassi Racing       |
| 2007                      | 15. Juli                  | Scott Dixon               | Dallara                   | Honda                     | Chip Ganassi Racing       |
| 2008                      | 12. Juli                  | Scott Dixon               | Dallara                   | Honda                     | Chip Ganassi Racing       |

### NASCAR Nationwide Series
| Saison | Rennen                   | Monat | Sieger          | Hersteller |
| ------ | ------------------------ | ----- | --------------- | ---------- |
| 2001   | Pepsi 300                | April | Greg Biffle     | Ford       |
| 2002   | Pepsi 300                | April | Scott Riggs     | Ford       |
| 2002   | Inside Traxx 300         | Juni  | Jack Sprague    | Chevrolet  |
| 2003   | Pepsi 300                | April | David Green     | Pontiac    |
| 2003   | Trace Adkins Chrome 300  | Juni  | Scott Riggs     | Ford       |
| 2004   | Pepsi 300                | April | Michael Waltrip | Chevrolet  |
| 2004   | Federated Auto Parts 300 | Juni  | Jason Leffler   | Chevrolet  |
| 2005   | Pepsi 300                | März  | Reed Sorenson   | Dodge      |
| 2005   | Federated Auto Parts 300 | Juni  | Clint Bowyer    | Chevrolet  |
| 2006   | Pepsi 300                | April | Kevin Harvick   | Chevrolet  |
| 2006   | Federated Auto Parts 300 | Juni  | Carl Edwards    | Ford       |
| 2007   | Pepsi 300                | April | Carl Edwards    | Ford       |
| 2007   | Federated Auto Parts 300 | Juni  | Carl Edwards    | Ford       |
| 2008   | Pepsi 300                | April | Scott Wimmer    | Chevrolet  |
| 2008   | Federated Auto Parts 300 | Juni  | Brad Keselowski | Chevrolet  |

### NASCAR Craftsman Truck Series
| Saison | Rennen                   | Sieger          | Hersteller |
| ------ | ------------------------ | --------------- | ---------- |
| 2001   | Federated Auto Parts 200 | Scott Riggs     | Dodge      |
| 2002   | Federated Auto Parts 200 | Mike Bliss      | Chevrolet  |
| 2003   | Federated Auto Parts 200 | Carl Edwards    | Ford       |
| 2004   | Toyota Tundra 200        | Bobby Hamilton  | Dodge      |
| 2005   | Toyota Tundra 200        | David Reutimann | Toyota     |
| 2006   | Toyota Tundra 200        | Johnny Benson   | Toyota     |
| 2007   | Toyota Tundra 200        | Travis Kvapil   | Ford       |